# Ceratostema fasciculatum
Ceratostema fasciculatum är en ljungväxtart som beskrevs av J.L. Luteyn. Ceratostema fasciculatum ingår i släktet Ceratostema och familjen ljungväxter. Inga underarter finns listade i Catalogue of Life.